# Denkenreuther Dorfkapelle

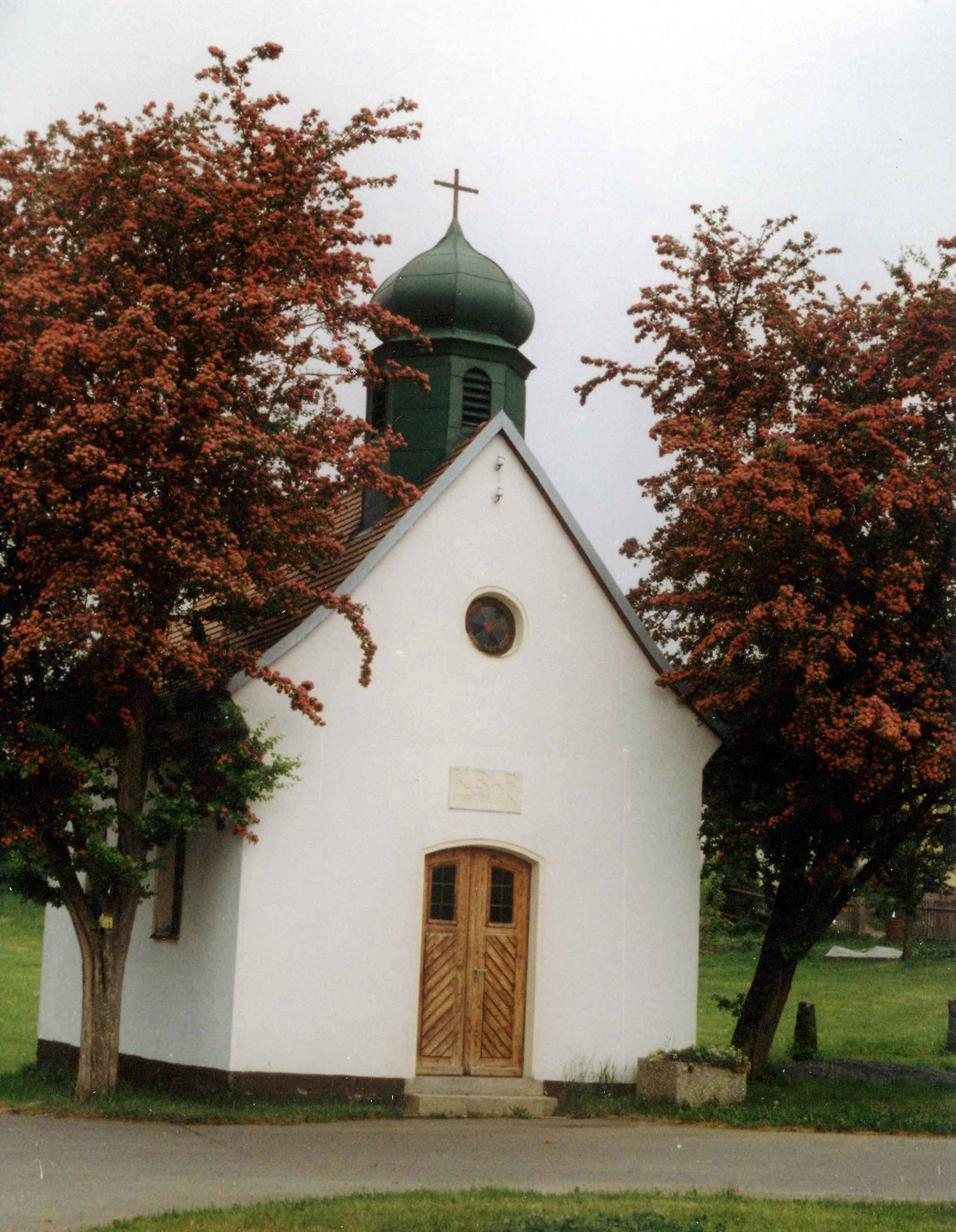
Dorfkapelle Denkenreuth

Die Denkenreuther Dorfkapelle ist eine Kapelle in der Pfarrei Altenstadt an der Waldnaab.
Dort wo heute in Denkenreuth die Dorfkapelle steht, befanden sich bis nach dem Zweiten Weltkrieg das Feuerwehrhaus, das Waaghäusl und ein Dorfkreuz. Feuerwehrhaus und Waaghäusl wurden an anderer Stelle neu erbaut. Das Dorfkreuz fand seinen Platz am früheren Kirchsteig etwas abseits vom Verbindungsweg nach Mühlberg „An der Fichte“.
Ins Dorf aber baute der Bauer Karl Beer aus Denkenreuth Nr. 1 (Hausname Winterpeter) 1947/48 die Kapelle. Anlass dazu war ein Gelübde, das er während des Krieges wegen einer schweren Krankheit gemacht hatte. Ursprünglich sollte es bloß eine kleine Kapelle im eigenen Garten am Straßenrand werden. Als aber die Dorfbewohner davon erfuhren, baten sie den Erbauer, diese doch in die Dorfmitte zu stellen und etwas größer zu bauen. Auf diese Weise wurde sie dann 10 m lang und bietet ca. 40 Personen einen Sitzplatz.

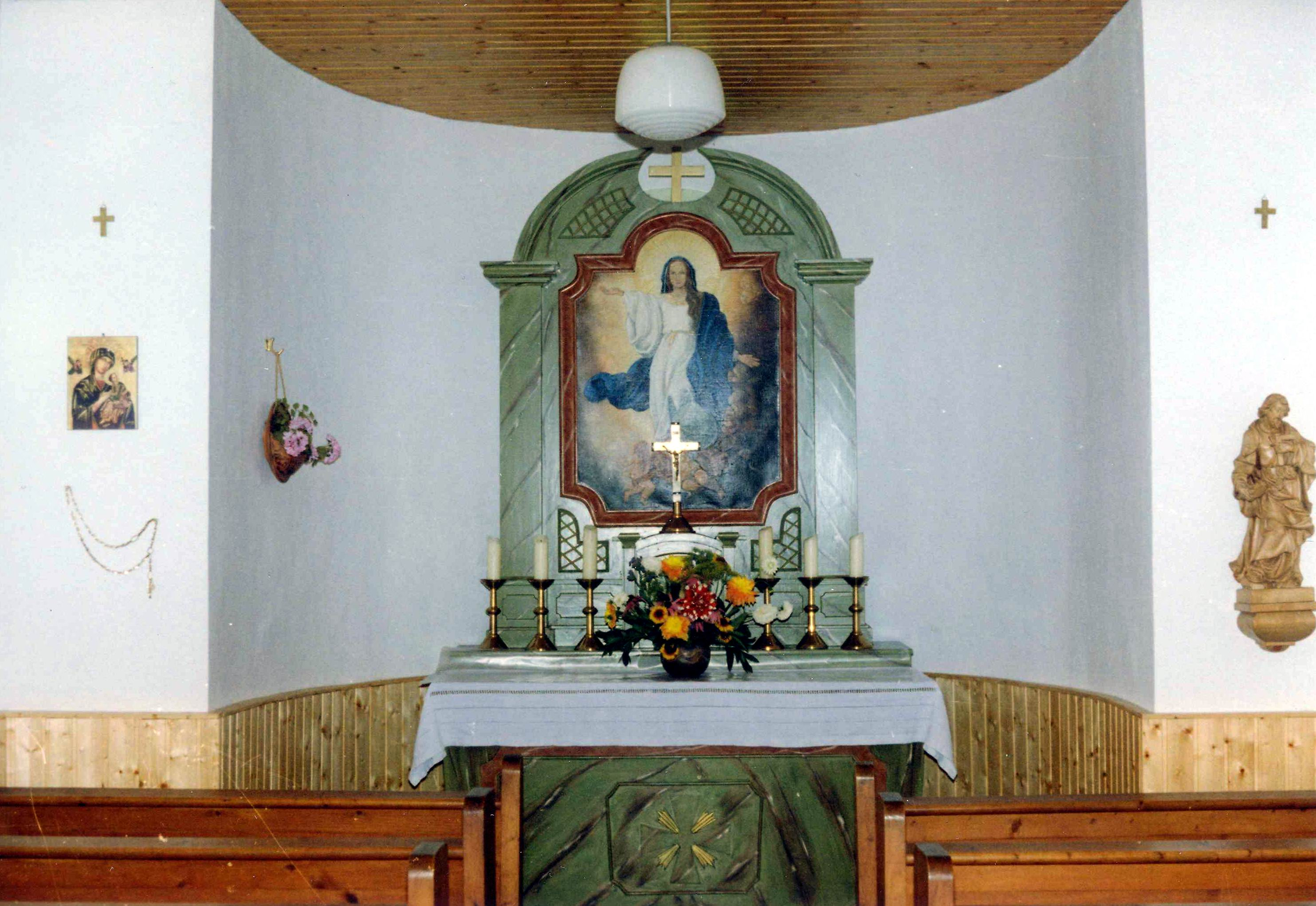
Dorfkapelle Denkenreuth

Die Dorfleute boten sich auch an dazuzuzahlen, was Karl Beer jedoch ablehnte. Es wurde aber der Grund zur Verfügung gestellt und Hand- und Spanndienste geleistet. Auch einige Gegenstände wurden von anderen gestiftet, zwei Heiligenfiguren von Familie Fenzl aus Denkenreuth Nr. 5 und Familie Beer aus Denkenreuth Nr. 11 (Hausname Hausner), sowie die geschnitzte Kriegergedächtnistafel von Familie Mois aus Denkenreuth Nr. 6.
Den Plan für die Dorfkapelle erstellte der Kreisbaumeister Emmeram Mark aus Neustadt, die ausführende Firma war das Baugeschäft Feldmann ebenfalls aus Neustadt. Das Altarbild der Unbefleckten Empfängnis, eine Kopie des Bildes von Murillo, malte der Kirchenmaler Salzbauer aus Wurz, ebenso das Deckengemälde, das den Englischen Gruß darstellte, inzwischen aber unter einer Holzdecke verschwunden ist, weil es durch eindringende Feuchtigkeit Schaden erlitten hatte.
Die Kapelle erhielt auch einen kleinen Glockenturm als Dachreiter mit einer Glocke.
In der Nachkriegszeit, in der das Gotteshaus gebaut wurde, war es sehr schwer, Baumaterial zu bekommen. Gegen Geld allein bekam man vor der Währungsreform am 20. Juli 1948 fast nichts, da es nicht viel wert war. Nur über Beziehungen und gegen Naturalien war auf Umwegen etwas zu erreichen. So musste Karl Beer z. B. zwei Ochsen opfern, um überhaupt an Dachziegel heranzukommen.
Schließlich wurde die Kapelle doch fertiggestellt und am 8. Dezember 1949, dem Fest „Mariä Unbefleckte Empfängnis“ eingeweiht.
Jährlich werden dort zweimal Messen gelesen und Maiandachten abgehalten.
Den Läutdienst übernahm von Anfang an die Familie Beer (Hausname Hausner), die in der Frühe, am Mittag und am Abend die Glocke läutete. Bevor die Dorfkapelle stand, besaß das Hausneranwesen lange Zeit eine eigene Glocke, die aber im Zweiten Weltkrieg abgeliefert werden musste. Der Läutdienst der Familie Beer endete im Jahre 1983; denn damals erhielt die Kapelle ein elektrisches Geläute, das durch den Jagdpachtschilling bezahlt wurde.
Für den Unterhalt der Dorfkapelle sorgt weiterhin die Familie Karl Beer (Winterpeter). So wurde sie in den letzten Jahren bis 1991 außen und innen komplett renoviert.